# Turgutlu
Turgutlu est une ville de Turquie qui comptait 114 483 habitants en 2008.

## Personnalités
- Alberto Hemsi (1898-1975), compositeur, musicologue et éditeur de musique, est né à Turgutlu.